# North Fairfield
North Fairfield és una població dels Estats Units a l'estat d'Ohio. Segons el cens del 2000 tenia 573 habitants.

## Demografia
Segons el cens del 2000, North Fairfield tenia 573 habitants, 178 habitatges, i 153 famílies. La densitat de població era de 470,7 habitants/km².
Dels 178 habitatges en un 48,9% hi vivien nens de menys de 18 anys, en un 71,9% hi vivien parelles casades, en un 9,6% dones solteres, i en un 14% no eren unitats familiars. En l'11,8% dels habitatges hi vivien persones soles el 3,4% de les quals corresponia a persones de 65 anys o més que vivien soles. El nombre mitjà de persones vivint en cada habitatge era de 3,1 i el nombre mitjà de persones que vivien en cada família era de 3,33.
Per edats la població es repartia de la següent manera: un 31,8% tenia menys de 18 anys, un 10,6% entre 18 i 24, un 33% entre 25 i 44, un 18% de 45 a 60 i un 6,6% 65 anys o més.
L'edat mediana era de 29 anys. Per cada 100 dones de 18 o més anys hi havia 112,5 homes.
La renda mediana per habitatge era de 41.923 $ i la renda mediana per família de 46.250 $. Els homes tenien una renda mediana de 33.750 $ mentre que les dones 17.750 $. La renda per capita de la població era de 16.557 $. Aproximadament el 6% de les famílies i el 9,9% de la població estaven per davall del llindar de pobresa.

## Poblacions més properes
El següent diagrama mostra les poblacions més properes.